# Đội tuyển bóng đá quốc gia Niger
Đội tuyển bóng đá quốc gia Niger  (tiếng Pháp: Équipe du Niger de football) là đội tuyển cấp quốc gia của Niger do Liên đoàn bóng đá Niger quản lý.
Trận thi đấu quốc tế đầu tiên của đội tuyển Niger là trận gặp đội tuyển Tchad vào năm 1961. Đội đã hai lần tham dự Cúp bóng đá châu Phi vào các năm 2012 và 2013, tuy nhiên đều không vượt qua được vòng bảng.

## Thành tích quốc tế

### Giải bóng đá vô địch thế giới
- 1930 đến 1974 - Không tham dự
- 1978 đến 1982 - Không vượt qua vòng loại
- 1986 - Bỏ cuộc
- 1990 - Không tham dự
- 1994 - Không vượt qua vòng loại
- 1998 - Bỏ cuộc
- 2002 - Không tham dự
- 2006 đến 2022 - Không vượt qua vòng loại

### Cúp bóng đá châu Phi
| Cúp bóng đá châu Phi | Cúp bóng đá châu Phi                           | Cúp bóng đá châu Phi                           | Cúp bóng đá châu Phi                           | Cúp bóng đá châu Phi                           | Cúp bóng đá châu Phi                           | Cúp bóng đá châu Phi                           | Cúp bóng đá châu Phi                           | Cúp bóng đá châu Phi                           |
| Năm                  | Vòng                                           | Hạng                                           | Pld                                            | W                                              | D                                              | L                                              | GF                                             | GA                                             |
| -------------------- | ---------------------------------------------- | ---------------------------------------------- | ---------------------------------------------- | ---------------------------------------------- | ---------------------------------------------- | ---------------------------------------------- | ---------------------------------------------- | ---------------------------------------------- |
| 1957 đến 1968        | Không tham dự                                  | Không tham dự                                  | Không tham dự                                  | Không tham dự                                  | Không tham dự                                  | Không tham dự                                  | Không tham dự                                  | Không tham dự                                  |
| 1970 đến 1972        | Không vượt qua vòng loại                       | Không vượt qua vòng loại                       | Không vượt qua vòng loại                       | Không vượt qua vòng loại                       | Không vượt qua vòng loại                       | Không vượt qua vòng loại                       | Không vượt qua vòng loại                       | Không vượt qua vòng loại                       |
| 1974                 | Bỏ cuộc                                        | Bỏ cuộc                                        | Bỏ cuộc                                        | Bỏ cuộc                                        | Bỏ cuộc                                        | Bỏ cuộc                                        | Bỏ cuộc                                        | Bỏ cuộc                                        |
| 1976                 | Không vượt qua vòng loại                       | Không vượt qua vòng loại                       | Không vượt qua vòng loại                       | Không vượt qua vòng loại                       | Không vượt qua vòng loại                       | Không vượt qua vòng loại                       | Không vượt qua vòng loại                       | Không vượt qua vòng loại                       |
| 1978 đến 1980        | Bỏ cuộc                                        | Bỏ cuộc                                        | Bỏ cuộc                                        | Bỏ cuộc                                        | Bỏ cuộc                                        | Bỏ cuộc                                        | Bỏ cuộc                                        | Bỏ cuộc                                        |
| 1982                 | Không tham dự                                  | Không tham dự                                  | Không tham dự                                  | Không tham dự                                  | Không tham dự                                  | Không tham dự                                  | Không tham dự                                  | Không tham dự                                  |
| 1984                 | Không vượt qua vòng loại                       | Không vượt qua vòng loại                       | Không vượt qua vòng loại                       | Không vượt qua vòng loại                       | Không vượt qua vòng loại                       | Không vượt qua vòng loại                       | Không vượt qua vòng loại                       | Không vượt qua vòng loại                       |
| 1986 đến 1990        | Không tham dự                                  | Không tham dự                                  | Không tham dự                                  | Không tham dự                                  | Không tham dự                                  | Không tham dự                                  | Không tham dự                                  | Không tham dự                                  |
| 1992 đến 1994        | Không vượt qua vòng loại                       | Không vượt qua vòng loại                       | Không vượt qua vòng loại                       | Không vượt qua vòng loại                       | Không vượt qua vòng loại                       | Không vượt qua vòng loại                       | Không vượt qua vòng loại                       | Không vượt qua vòng loại                       |
| 1996                 | Bỏ cuộc khi tham dự vòng loại                  | Bỏ cuộc khi tham dự vòng loại                  | Bỏ cuộc khi tham dự vòng loại                  | Bỏ cuộc khi tham dự vòng loại                  | Bỏ cuộc khi tham dự vòng loại                  | Bỏ cuộc khi tham dự vòng loại                  | Bỏ cuộc khi tham dự vòng loại                  | Bỏ cuộc khi tham dự vòng loại                  |
| 1998                 | Bị cấm tham dự sau khi bỏ cuộc ở giải năm 1996 | Bị cấm tham dự sau khi bỏ cuộc ở giải năm 1996 | Bị cấm tham dự sau khi bỏ cuộc ở giải năm 1996 | Bị cấm tham dự sau khi bỏ cuộc ở giải năm 1996 | Bị cấm tham dự sau khi bỏ cuộc ở giải năm 1996 | Bị cấm tham dự sau khi bỏ cuộc ở giải năm 1996 | Bị cấm tham dự sau khi bỏ cuộc ở giải năm 1996 | Bị cấm tham dự sau khi bỏ cuộc ở giải năm 1996 |
| 2000 đến 2010        | Không vượt qua vòng loại                       | Không vượt qua vòng loại                       | Không vượt qua vòng loại                       | Không vượt qua vòng loại                       | Không vượt qua vòng loại                       | Không vượt qua vòng loại                       | Không vượt qua vòng loại                       | Không vượt qua vòng loại                       |
| 2012                 | Vòng 1                                         | 15th                                           | 3                                              | 0                                              | 0                                              | 3                                              | 1                                              | 5                                              |
| 2013                 | Vòng 1                                         | 15th                                           | 3                                              | 0                                              | 1                                              | 2                                              | 0                                              | 4                                              |
| 2015 đến 2023        | Không vượt qua vòng loại                       | Không vượt qua vòng loại                       | Không vượt qua vòng loại                       | Không vượt qua vòng loại                       | Không vượt qua vòng loại                       | Không vượt qua vòng loại                       | Không vượt qua vòng loại                       | Không vượt qua vòng loại                       |
| 2025                 | Chưa xác định                                  | Chưa xác định                                  | Chưa xác định                                  | Chưa xác định                                  | Chưa xác định                                  | Chưa xác định                                  | Chưa xác định                                  | Chưa xác định                                  |
| 2027                 | Chưa xác định                                  | Chưa xác định                                  | Chưa xác định                                  | Chưa xác định                                  | Chưa xác định                                  | Chưa xác định                                  | Chưa xác định                                  | Chưa xác định                                  |
| Tổng cộng            | 2 lần vòng 1                                   | 2/29                                           | 6                                              | 0                                              | 1                                              | 5                                              | 1                                              | 9                                              |

## Đội hình
Đội hình dưới đây được triệu tập cho vòng loại World Cup 2022 gặp Burkina Faso và Djibouti vào tháng 11 năm 2021.
Cập nhật kết quả tính đến ngày 15 tháng 11 năm 2021 sau trận gặp Djibouti.
| Số | VT | Cầu thủ                | Ngày sinh (tuổi)  | Trận | Bàn | Câu lạc bộ       |
| -- | -- | ---------------------- | ----------------- | ---- | --- | ---------------- |
|    | TM | Kassaly Daouda         | 19 tháng 8, 1983  | 82   | 0   | Katsina United   |
|    | TM | Naim Van Attenhoven    | 31 tháng 1, 2003  | 1    | 0   | Anderlecht       |
|    | TM | Oumarou Issaka         | 12 tháng 2, 1990  | 0    | 0   | AS FAN           |
|    |    |                        |                   |      |     |                  |
|    | HV | Abdoul Garba           | 23 tháng 12, 1991 | 19   | 0   | AS Douanes       |
|    | HV | Abdoul Razak Seyni     | 1 tháng 1, 1990   | 16   | 1   | AS SONIDEP       |
|    | HV | Abdoul Aziz Ibrahim    | 15 tháng 3, 1996  | 14   | 1   | Nigelec          |
|    | HV | Yacouba Diori          | 8 tháng 9, 1997   | 10   | 0   | CD Castellón     |
|    | HV | Djibrilla Mossi        | 2 tháng 3, 2002   | 4    | 0   | Fremad Amager    |
|    | HV | Abdoul Aziz Hourba     | 1 tháng 1, 1995   | 1    | 0   | AS Douanes       |
|    | HV | Farouk Idrissa         | 12 tháng 2, 2000  | 0    | 0   | US GN            |
|    | HV | Salifou Massoudi       |                   | 0    | 0   | AS FAN           |
|    | HV | Boubacar Hama          | 17 tháng 5, 2002  | 0    | 0   | AS SONIDEP       |
|    |    |                        |                   |      |     |                  |
|    | TV | Youssouf Oumarou       | 16 tháng 2, 1993  | 43   | 3   | San Pédro        |
|    | TV | Ali Mohamed            | 7 tháng 10, 1995  | 39   | 0   | Maccabi Haifa    |
|    | TV | Mohamed Wonkoye        | 19 tháng 5, 1994  | 36   | 4   | Horoya           |
|    | TV | Ousmane Diabaté        | 9 tháng 7, 1994   | 22   | 0   | Muaither         |
|    | TV | Abdoul Madjid Moumouni | 10 tháng 5, 1994  | 16   | 0   | Al-Minaa         |
|    | TV | Yussif Moussa          | 4 tháng 9, 1998   | 15   | 1   | Bnei Yehuda      |
|    | TV | Abdoul Moumouni        | 7 tháng 8, 2002   | 7    | 0   | Sheriff Tiraspol |
|    | TV | Amadou Sabo            | 30 tháng 5, 2000  | 6    | 1   | Club Africain    |
|    | TV | Abdoul Kader Djibo     | 11 tháng 7, 1991  | 1    | 0   | AS Douanes       |
|    |    |                        |                   |      |     |                  |
|    | TĐ | Amadou Moutari         | 19 tháng 1, 1994  | 41   | 2   | Al-Fayha         |
|    | TĐ | Victorien Adebayor     | 12 tháng 11, 1996 | 39   | 12  | ENPPI            |
|    | TĐ | Issa Djibrilla         | 1 tháng 1, 1996   | 13   | 2   | Sahel            |
|    | TĐ | Zakari Junior Lambo    | 19 tháng 1, 1999  | 5    | 1   | Royal Knokke     |
|    | TĐ | Ibrahim Marou          | 1 tháng 1, 2000   | 4    | 0   | AS FAN           |
|    | TĐ | Daniel Sosah           | 21 tháng 9, 1998  | 2    | 1   | Isloch           |
|    | TĐ | Salam Boulhassan       |                   | 0    | 0   | Nigelec          |

### Triệu tập gần đây
Các cầu thủ dưới đây được triệu tập trong vòng 12 tháng.
| Vt                                                                                  | Cầu thủ                     | Ngày sinh (tuổi)  | Số trận | Bt | Câu lạc bộ        | Lần cuối triệu tập                       |
| ----------------------------------------------------------------------------------- | --------------------------- | ----------------- | ------- | -- | ----------------- | ---------------------------------------- |
| TM                                                                                  | Abdoul Boubacar             | 7 tháng 9, 1999   | 0       | 0  | AS FAN            | vs. Algérie, ngày 12 tháng 10 năm 2021   |
| TM                                                                                  | Moussa Alzouma              | 30 tháng 9, 1982  | 8       | 0  | AS GNN            | vs. Madagascar, ngày 30 tháng 3 năm 2021 |
| TM                                                                                  | Abdoul Haildou              | 4 tháng 4, 1992   | 0       | 0  | AS SONIDEP        | vs. Madagascar, ngày 30 tháng 3 năm 2021 |
|                                                                                     |                             |                   |         |    |                   |                                          |
| HV                                                                                  | Abdoulaye Boureima Katakoré | 26 tháng 3, 1993  | 34      | 0  | AS FAN            | vs. Algérie, ngày 12 tháng 10 năm 2021   |
| HV                                                                                  | Hervé Lybohy                | 24 tháng 7, 1983  | 10      | 0  | Èvian             | vs. Algérie, ngày 12 tháng 10 năm 2021   |
| HV                                                                                  | Zakariya Souleymane         | 29 tháng 12, 1994 | 2       | 0  | Lorient           | vs. Algérie, ngày 12 tháng 10 năm 2021   |
| HV                                                                                  | Abdoulkarim Mamoudou        | 26 tháng 11, 1995 | 6       | 0  | AS GNN            | vs. Djibouti, ngày 6 tháng 9 năm 2021    |
| HV                                                                                  | Amadou Harouna              | 25 tháng 3, 1994  | 6       | 0  | Nigelec           | vs. Madagascar, ngày 30 tháng 3 năm 2021 |
|                                                                                     |                             |                   |         |    |                   |                                          |
| TV                                                                                  | Soune Soungole              | 26 tháng 2, 1995  | 5       | 0  | Bisha FC          | vs. Guinée, ngày 11 tháng 6 năm 2021     |
| TV                                                                                  | Boubacar Talatou            | 3 tháng 12, 1987  | 24      | 0  | Djoliba AC        | vs. Madagascar, ngày 30 tháng 3 năm 2021 |
| TV                                                                                  | Issah Salou                 | 4 tháng 2, 1999   | 3       | 0  | Randers           | vs. Madagascar, ngày 30 tháng 3 năm 2021 |
| TV                                                                                  | Fabrice Yao                 | 29 tháng 12, 1995 | 1       | 0  | Mondorf-les-Bains | vs. Madagascar, ngày 30 tháng 3 năm 2021 |
|                                                                                     |                             |                   |         |    |                   |                                          |
| TĐ                                                                                  | Seybou Koita                | 15 tháng 4, 1994  | 6       | 0  | Free agent        | vs. Guinée, ngày 11 tháng 6 năm 2021     |
| TĐ                                                                                  | Kairou Amoustapha           | 1 tháng 1, 2001   | 1       | 0  | Cancún            | vs. Guinée, ngày 11 tháng 6 năm 2021     |
| TĐ                                                                                  | Moussa Maâzou               | 25 tháng 8, 1988  | 54      | 13 | Jeunesse Esch     | vs. Madagascar, ngày 30 tháng 3 năm 2021 |
| TĐ                                                                                  | Idrissa Halidou             | 3 tháng 7, 1982   | 15      | 3  | AS GNN            | vs. Madagascar, ngày 30 tháng 3 năm 2021 |
| TĐ                                                                                  | Boubacar Haïnikoye          | 7 tháng 10, 1998  | 7       | 1  | CR Belouizdad     | vs. Madagascar, ngày 30 tháng 3 năm 2021 |
| INJ Rút lui do chấn thương. PRE Đội hình sơ bộ. RET Đã chia tay đội tuyển quốc gia. |                             |                   |         |    |                   |                                          |